# Jair Lapid

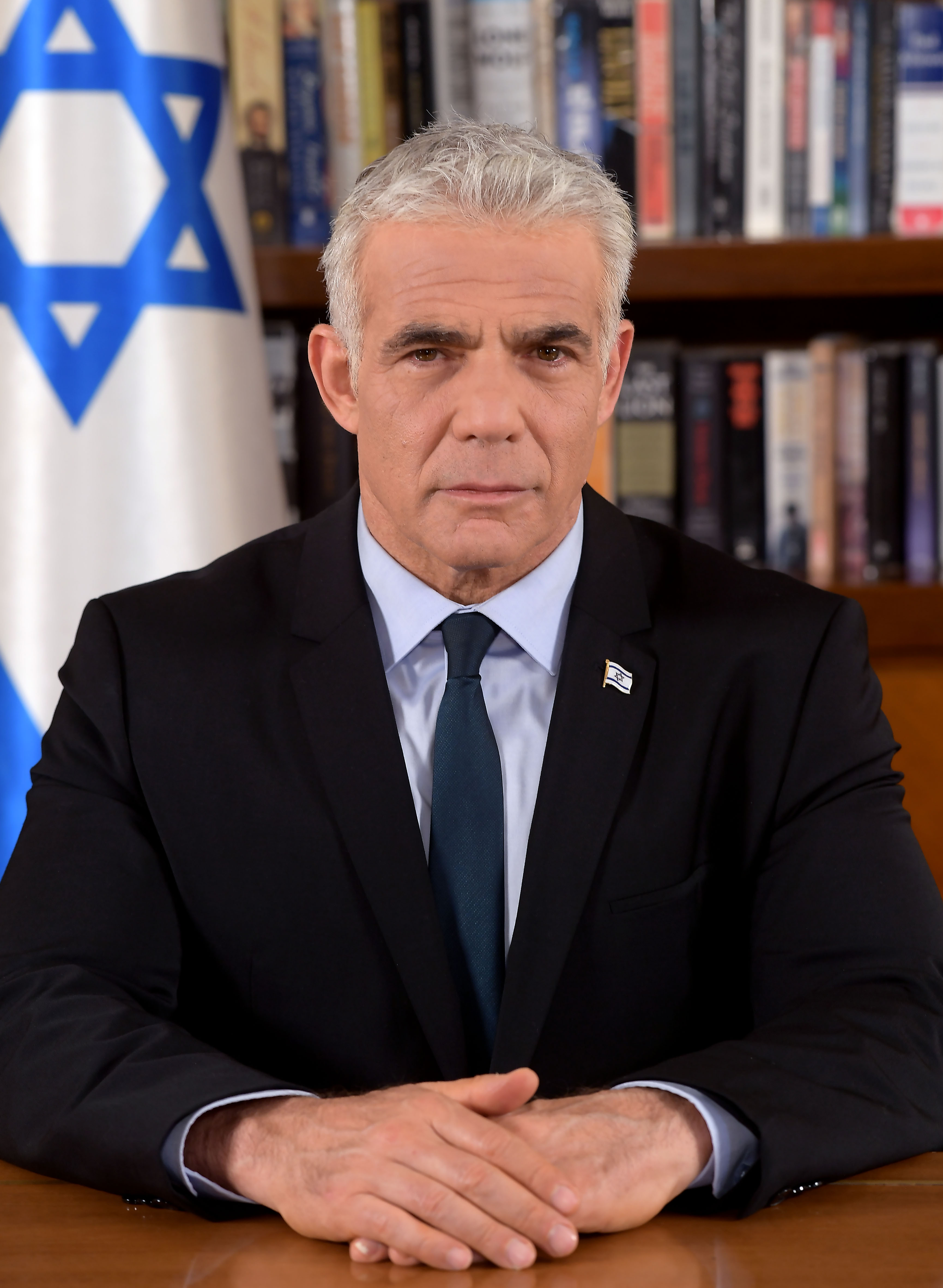
Jair Lapid (2022)

Jair Lapid (hebräisch יאיר לפיד; englisch Yair Lapid‎; * 5. November 1963 in Tel Aviv) ist ein israelischer Politiker der Partei Jesch Atid, Journalist, Autor und Schauspieler. Von Juni 2021 bis Dezember 2022 war er israelischer Außenminister im Kabinett Bennett-Lapid und ab Juli 2022 auch Ministerpräsident; zuvor war er von Juni 2021 bis Juli 2022 alternierender Ministerpräsident. Von 2013 bis 2014 war er israelischer Finanzminister. Seit 2023 ist Lapid Oppositionsführer der Knesset.

## Leben
Jair Lapid ist der Sohn der israelischen Schriftstellerin Schulamit Lapid und des ungarischstämmigen Journalisten, früheren Schinui-Politikers und israelischen Justizministers Josef „Tommy“ Lapid.

### Journalistische und künstlerische Tätigkeit
Als Journalist schrieb Lapid für die u. a. von seinem Großvater mütterlicherseits gegründete Zeitung Ma'ariv sowie deren Konkurrentin Jedi'ot Achronot und wurde vor allem als Moderator im israelischen Fernsehen bekannt. Daneben verfasste er Gedichte, Lieder, Bücher und Theaterstücke und betätigte sich als Schauspieler. Im Januar 2008 übernahm er die Moderation des wöchentlichen Nachrichtenmagazins Ulpan Shishi des privaten Fernsehsenders Arutz 2 („Kanal 2“).

### Politisches Wirken
Nach vier Jahren bei Arutz 2 gab Lapid am 8. Januar 2012 bekannt, seine Tätigkeit für den Fernsehsender einstellen zu wollen, und versprach einen baldigen Wandel der israelischen Politik. Mit seiner Ankündigung kam Lapid der Verabschiedung einer – angeblich auf ihn zugeschnittenen – Gesetzesvorlage durch die Knesset zuvor, die Journalisten vor einer Kandidatur für ein Wahlamt eine halb- bis einjährige Karenzzeit vorschreiben sollte.
In der Vergangenheit forderte Lapid u. a. die Verabschiedung einer neuen Verfassung, eine Änderung des Wahlgesetzes, eine Verringerung der Militärausgaben, eine Rückgabe der Golanhöhen an Syrien sowie einen weitgehenden Rückzug aus dem Westjordanland.
Es wurde erwartet, dass Lapid eine Partei der politischen Mitte gründet, deren Potenzial ersten Umfragen zufolge – vor allem zu Lasten der Kadima-Partei – auf 15 bis 20 Mandate in der Knesset eingeschätzt wurde. Am 3. Mai 2012 stellte Lapid bei der zuständigen Behörde einen Antrag auf Aufnahme in die Liste der bei den Wahlen zur nächsten Knesset antretenden Parteien. Die von ihm gegründete liberale Partei wählte den Namen Jesch Atid („Es gibt eine Zukunft“). Schwerpunkte des Parteiprogramms bilden u. a. Reformen in den Bereichen Ausbildung, Wohnungsbau und Gesundheit. Außerdem ist eine allgemeine Wehrpflicht ohne Ausnahmen für ultra-orthodoxe Juden vorgesehen.
Jesch Atid errang bei der Knessetwahl am 22. Januar 2013 19 Mandate und erreichte somit den zweiten Platz. Im März 2013 wurde Lapid Finanzminister. Trotz seines Versprechens, auf eine sozial gerechtere Gesellschaft hinzuwirken, beinhaltete der von ihm vorgelegte Haushalt für 2013/2014 Kürzungen in mehreren Bereichen sowie Steuererhöhungen, die besonders die Mittelschicht und Menschen mit niedrigerem Einkommen betrafen. Am 2. Dezember 2014 wurde er nach einer Regierungskrise von Ministerpräsident Benjamin Netanjahu seines Amtes enthoben.
Bei der Knessetwahl am 17. März 2015 verlor Lapids Partei etwa 5,5 Prozentpunkte und kam so auf nur 11 Mandate; er selbst behielt sein Mandat. In die Oppositionsrolle verwiesen, stieg seine Partei wieder in der Wählergunst und galt seitdem als Herausforderin des Likud-Blocks im Wettbewerb um die meisten Sitze bei der folgenden Wahl. So wurden Lapid selbst Chancen auf das Amt des Ministerpräsidenten eingeräumt.
Die Parlamentswahl in Israel 2021 ergab erneut keine Mehrheit für eines der politischen Lager. Jesch Atid wurde zweitstärkste Partei. Im Juni 2021 erklärte Lapid dem scheidenden Staatspräsidenten Israels, Reuven Rivlin, aus acht Parteien eine Regierung bilden zu wollen, in der der Likud, der als stärkste Partei aus der Wahl hervorgegangen war, nicht vertreten sein werde. Lapid einigte sich mit Naftali Bennett von der nationalkonservativen Partei Ha-Jamin he-Chadasch darauf, dass Bennett bis August 2023 und danach Lapid als Ministerpräsident amtieren solle. Das neue Kabinett wurde am 13. Juni vom Parlament mit 60 zu 59 Stimmen bestätigt. Bennett löste Netanjahu nach 12 Jahren als israelischen Regierungschef ab. Lapid war alternierender Ministerpräsident und Außenminister im Kabinett Bennett-Lapid.
Nach der Auflösung der Knesset am 30. Juni 2022 wurde Lapid am 1. Juli interimsweise zum Ministerpräsidenten Israels ernannt; sein Vorgänger Bennett wurde alternierender Ministerpräsident. Lapid blieb zugleich Außenminister Israels. Seine Regierungsämter hatte er bis zur Bildung einer neuen Regierung nach der Neuwahl der Knesset im November 2022 inne.
Vor der UN-Generalversammlung im September 2022 sprach sich Lapid für die Zwei-Staaten-Lösung aus, indem er sagte, dass die Mehrheit seiner Bürger für diese Lösung und er „einer von ihnen“ sei.
Jair Lapid und Michel Aoun, der Staatspräsident des Libanons, unterzeichneten im Oktober 2022 ein Abkommen zur gemeinsamen Seegrenze im Mittelmeer. Lapid sagte dazu: „Es kommt nicht jeden Tag vor, dass ein feindliches Land den Staat Israel in einem schriftlichen Abkommen vor der internationalen Gemeinschaft anerkennt.“
Bei den Neuwahlen im November 2022 gewann Jesch Atid zwar Stimmen hinzu, aber Lapids Parteienbündnis insgesamt verlor Stimmen, und das rechte Lager Netanjahus gewann die Wahl. Lapid, der daraufhin zum Oppositionsführer wurde, beteiligte sich nach dem Regierungswechsel an den Protesten gegen die geplante Justizreform und warnte vor einer „dunklen Diktatur“. Nach dem Terrorangriff der Hamas auf Israel 2023 forderte Lapid im November desselben Jahres den Rücktritt Netanjahus.